# وو ويان
وو ويان (بالصينية: 吴伟安)، من مواليد 1 سبتمبر 1981 في غوانغزهو في الصين، لاعب كرة قدم صيني.
بدأ مسيرته الكروية مع نادي غوانغدونغ كسوينغ، وفي عام 2004 انتقل إلى نادي شينزين كيجان، لعب معهم 31 مباراة وسجل 9 أهداف، وفي عام 2005 انتقل إلى نادي تيانجين تيدا، وهو يلعب معهم حتى الآن.
بدأ مسيرته الكروية مع منتخب الصين لكرة القدم في عام 2007.

## روابط خارجية
- وو ويان على موقع قاعدة بيانات كرة القدم.إي يو (الإنجليزية)
- وو ويان على موقع ناشيونال فوتبول تيمز (الإنجليزية)
- وو ويان على موقع كووورة